# Козімо Ночера
Козімо Ночера (італ. Cosimo Nocera, 16 серпня 1938, Неаполь — 28 листопада 2012, Фоджа) — італійський футболіст, що грав на позиції нападника, насамперед за «Фоджу», а також національну збірну Італії. По завершенні ігрової кар'єри — тренер.

## Клубна кар'єра
Народився 16 серпня 1938 року в Неаполі. Вихованець футбольної школи клубу «Секондільяно», що представляв рідний для гравця район міста.
У дорослому футболі дебютував 1959 року виступами за третьолігову команду «Фоджа». Згодом допоміг команді підвищитися до другого дивізіону, а в сезоні 1964/65 дебютував у її складі в Серії A. Загалом провів за «Фоджу» десять сезонів, взявши участь у 257 матчах чемпіонату. Більшість часу був основним гравцем атакувальної ланки команди і одним з її головних бомбардирів, маючи середню результативність на рівні 0,47 гола за гру першості.
Завершував ігрову кар'єру у третьоліговій команді «Массімініана», за яку виступав протягом 1969—1970 років.

## Виступи за збірну
1965 року провів свою єдину офіційну гру у складі національної збірної Італії, у якій відзначився голом у ворота команди Уельсу.

## Кар'єра тренера
Розпочав тренерську кар'єру, повернувшись 1977 року до «Фоджі», де став асистентом головного тренера. Згодом протягом 1983–1985 років очолював тренерський штаб рідної команди.
Помер 28 листопада 2012 року на 75-му році життя у Фоджі.
| Дата     | Місто     | Господарі | Результат | Гості | Турнір           | Голи | Примітки |
| -------- | --------- | --------- | --------- | ----- | ---------------- | ---- | -------- |
| 1-5-1965 | Флоренція | Італія    | 4 – 1     | Уельс | товариський матч | 1    | 46'      |
| Усього   |           | Матчів    | 1         |       | Голів            | 1    |          |